# Шарон ден Адель
Ша́рон ден А́дель (нід. Sharon den Adel, [ˈʃɛrɔn dɛn ˈaːdəl] Шерон ден Адел; нар. 12 липня 1974) — нідерландська співачка та авторка пісень. Вокалістка та одна з авторів пісень симфо-металічного гурту Within Temptation. Має сольний проєкт My Indigo.

## Життєпис
Народилася у Ваддінксвені (Південна Голландія, Нідерланди) 12 липня 1974 року. У дитинстві часто переїжджала, жила щонайменше у 10 різних країнах. З 14-ти років виступає з різноманітними гуртами, у тому числі блюз-рок гуртом Kashiro, до того як у 1996 році разом з Робертом Вестерхолтом сформували гурт під назвою The Portal. Ще перед дебютним записом назву змінили на Within Temptation.
Ден Адель і Вестерголт живуть у Гілверсумі та виховують трьох дітей: доньку Еву Луну ден Адель (нар. 7 грудня 2005) та двох синів, Робіна Айден Вестерголта (1 червня 2009) і Логана Арвіна Вестерголта (30 березня 2011 ). Будучи вагітною донькою, ден Адель їздила у концертний тур на підтримку альбому The Silent Force, але зважаючи на ускладнення цієї і наступної вагітностей, тур 2011-го року, на який припала її третя вагітність, зсунули в часі на осінь.
Шарон ден Адель можна побачити в кліпі на пісню Het meneer Konijn-lied («Пісня про сера Кролика») фламандського радіо Q-Music на підтримку vzw Kindergeluk. У ньому вона виконала основну партію вокалу.
У 2014 році Ден Адель з'явилася в шостому епізоді шоу Ali B and the Music Caravan, де разом з Ali B записала пісню Here. На неї також було знято відеокліп.
У листопаді 2017 року Ден Адель оголосила, що тимчасово залишає Within Temptation і працює над сольним проєктом під назвою «My Indigo».
У 2018 році вона взяла участь у Liefde voor muziek на VTM. Наприкінці 2018 року музичний критик Volkskrant повідомив про вражаюче повернення фронтвумен Шарон ден Адель з Within Temptation на концертах Afas Live в Амстердамі та Martiniplaza в Гронінгені .

## Творча діяльність
Шарон ден Адель формально ніколи не навчалась співу і в інтерв'ю 2006 року вказала, що лише трохи співала в хорі, а переважно вчилась сама, практикуючись по 3-4 години на день. Її співочий голос — мецо-сопрано, але досить легкий і ліричний голос як для цього діапазону.

### Within Temptation
Шарон ден Адель з Робертом Вестергольтом утворила гурт Within Temptation у 1996 році. Вона називає їхню роботу епічною. Її голос відіграє головну роль у звучанні музики гурту.
До того, як Within Temptation стали популярними, вона працювала у домі моди, залишивши цю роботу після успіху першого синглу гурту «Ice Queen». Свій досвід щодо моди вона використовує для дизайну сценічних костюмів та сувенірних товарів гурту. Сайт About.com описує ден Адель як «різносторонню і вправну співачку, яка однаково вправно може співати як на повну силу з цілим оркестром або хором, так і тихо й емоційно лише з фортепіано.» На запитання, якій мові співу вона віддає перевагу, нідерландській чи англійській, відповіла, що другою, оскільки «нідерландська просто не пасує нашому музичному стилю. До того ж, це не найприємніша мова для співу. Італійською чи іспанською було б краще.»

### Проєкт My Indigo

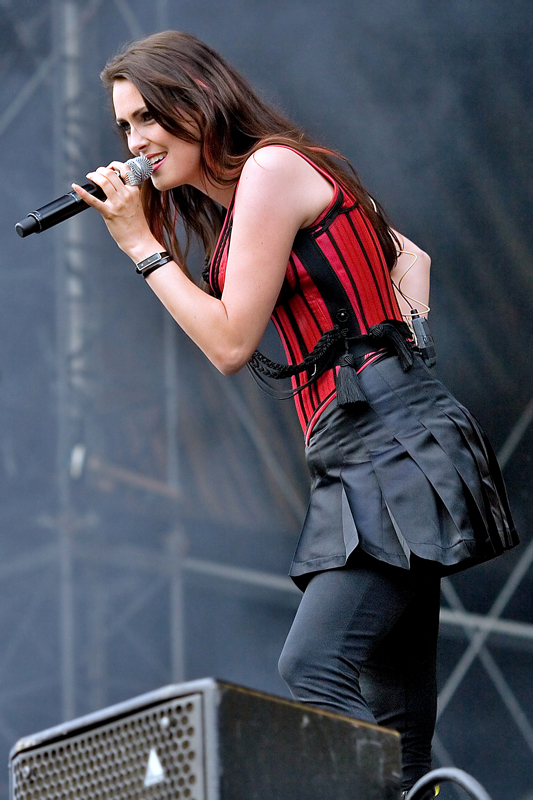
Шарон ден Адель знято в Аррасі (Франція) 2008 рік

9 листопада 2017 року ден Адель оголосила в ефірі голландського телешоу RTL Late Night, що наступного дня, 10 листопада 2017 року, вийде перший сингл її сольного проєкту My Indigo, який також має назву «My Indigo». За словами ден Адель, проєкт спочатку не був призначений для широкого загалу, оскільки був для неї формою боротьби з особистими проблемами, а також через письменницьку блокаду щодо написання пісень для Within Temptation. Після двох років написання пісень для себе і відновлення натхнення писати для Within Temptation, ден Адель вирішила поділитися проєктом з громадськістю як окремим проєктом під назвою «My Indigo». 20 квітня 2018 року відбувся реліз першого альбому під такою ж назвою.

### Співпраця
Шарон ден Адель виступала на сцені та брала участь у студійних записах кількох відомих гуртів, у тому числі Armin van Buuren, After Forever, De Heideroosjes, Oomph!, Delain, Saint Asonia, Agua de Annique та Аннеке ван Гірсберген. Вона співала партію Анни Хельд у проєктах Тобіаса Заммета Avantasia та партію індійки в рок-опері Ayreon Into the Electric Castle. Їй належить вокал у піснях «Are You The One?» Тімо Толккі, «In And Out Of Love» Armin van Buuren, «No Compliance» Delain тощо. 
У кінці 2012 року Шарон ден Адель з'явилась на благодійній кампанії бельгійської радіостанції на збір грошей дітям, співаючи пісню het Meneer Konijn lied хором з іншими бельгійськими знаменитостями. Ця пісня зайняла #1 у бельгійських чартах.
В березні 2024 року Шарон приїхала в Україну, де разом з Alex Yarmak записала кліп на пісню «A Fool's Parade».
В червні 2024 року Шарон ден Адельу супроводі GosOrchestra та хору виступить на фестивалі Atlas United 2024 .
12 вересня 2024 року київський гурт Blind8 представить премʼєру пісні Labyrinth, записаної за участі Шарон ден Адель.

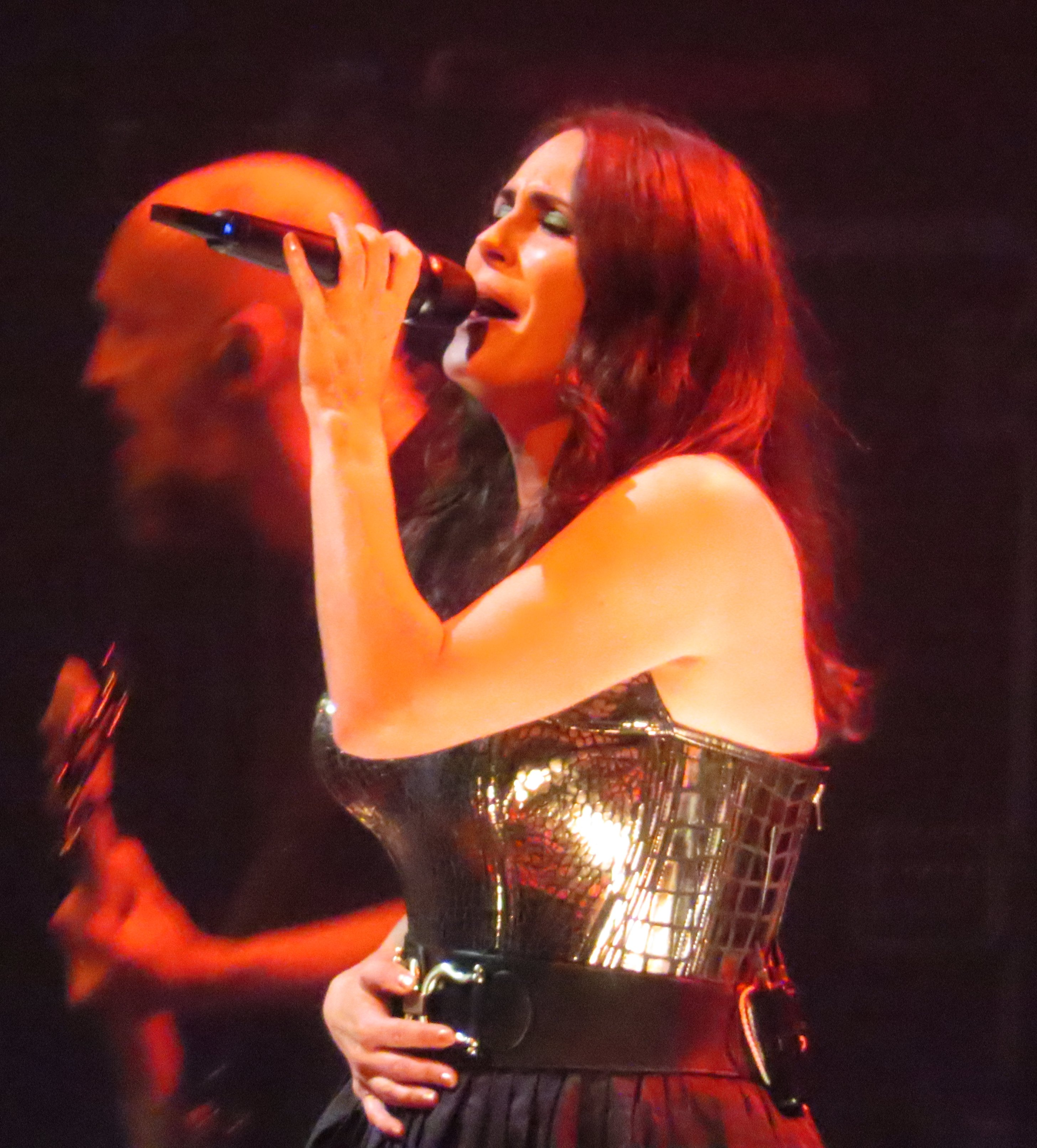
Шарон ден Адель знято в O2 LOndon 2022 рік

## Записи
| Альбоми - 1997 — Enter - 2001 — Mother Earth - 2004 — The Silent Force - 2007 — The Heart of Everything - 2008 — Black Symphony (концертний) - 2009 — An Acoustic Night At The Theatre (концертний) - 2011 — The Unforgiving - 2014 — Hydra - 2019 — Resist EP-альбоми - The Dance (EP) (1998) - The Howling (EP) (2007) DVD - Mother Earth Tour (2002) - The Silent Force Tour (2005) - Black Symphony (2008) - Heart of Everything (live in Tokio) (2009) | - Embrace (Voyage, 1996) "Frozen" - Bash (Silicon Head, 1997) "Hear" - Into the Electric Castle (Ayreon, 1998) "Isis & Osiris", "Amazing Flight", "The Decision Tree", "Tunnel of Light", "The Garden of Emotions", "Cosmic Fusion", "Another Time, Another Space" - Schizo (De Heideroosjes, 1999) "Regular Day in Bosnia" - Prison of Desire (After Forever, 2000) "Beyond Me" - The Metal Opera (Avantasia, 2000) "Farewell" - Inside (Orphanage, 2000) "Behold" - Architecture of the Imagination (Paralysis, 2000) "Fly", "Architecture of the Imagination" - Fast Forward (De Heideroosjes, 2001) "Last Call to Humanity" - Fooly Dressed (Aemen, 2002) "Time", "Waltz" - The Metal Opera Part II (Avantasia, 2002) "Into the Unknown" - Hymn to Life (Timo Tolkki, 2002) "Are You the One?" - Pinkpop 2005 (De Heideroosjes, 2005) "Candy (Iggy Pop Cover)" - Lucidity (Delain, 2006) "No Compliance" - "Crucify" (De Laatste Show-band, Tori Amos cover live) - Imagine (Armin van Buuren, 2008) "In and Out of Love" - The Metal Opera: Pt 1 & 2 - Gold Edition (Avantasia, 2008) "Farewell", "Into the Unknown" - Pure Air (Agua de Annique, 2009) "Somewhere" (дует) - Night of the Proms 2009 (John Miles, Katona Twins, Sharon den Adel) "Stairway to Heaven" - Truth Or Dare (Oomph!, 2010) "Land Ahead" - For All We Know (Ruud Jolie, 2011) "Keep Breathing" - Wesley Against Society (Coeverduh, 2012) "Nostradamus" - Heart Tamer (Leander Rising, 2012) "Between Two Worlds And I" (Duet) - De Vrienden Van Meneer Konijn (різні виконавці, 2012) "Het Meneer Konijn Lied" - The Land of New Hope (Avalon, 2013) "Shine" - Flawed Design (Saint Asonia, 2019) "Sirens" |

## Нагороди
- Шарон ден Адель було названо Рок-богинею року (Rock Goddess of the Year) на Loudwire Music Awards 2011.[3][30]